# Knochentumor
Ein Knochentumor ist eine gut- (benigne) oder bösartige (maligne) Geschwulst des Knochens.

## Definition
Die Knochentumoren lassen sich grundlegend in zwei Kategorien einteilen:
1. primäre Knochentumoren gehen direkt vom Knochengewebe aus (Knorpel, Osteoblasten oder Osteoklasten). Typisch für die Primären Knochentumoren ist, dass diese Prädilektionsalter und -ort besitzen. Ebenfalls gibt es meist einen Geschlechtsunterschied und oft spezielle Symptomatik. Die primären Knochentumoren kommen meist in der Zone des Längenwachstums (Epiphysenfuge und Metaphyse) vor, eine Ausnahme stellt das Ewing-Sarkom dar, da es meist in der Diaphyse lokalisiert ist. Da die Tumoren meist zerstörend (destruierend) wachsen, muss das Röntgenbild in die Diagnose mit einbezogen werden. Radiologisch werden sie nach der Lodwick-Klassifikation eingeteilt.
 Mit anderen Worten: das Röntgenbild ist die makroskopische Betrachtung der Knochentumoren. Dabei stehen die Endungen -chondrom, -osteom und -blastom für gutartig, die Endung -sarkom für bösartig.
2. sekundäre Knochentumoren sind Metastasen von Tumoren anderer Lokalisation in den Knochen. Diese Knochenmetastasen sind weitaus häufiger als die primären Knochentumoren und kommen häufig im Bereich der Wirbelsäule vor (dabei ist in 80 % der Metastasen der Ursprung in einem Prostatakarzinom, einem Bronchialkarzinom,  einem Brustkrebs oder einem Nierenzellkarzinom zu finden).

## Ossäre Knochentumoren
Diese Tumoren gehen von den Osteoklasten oder den Osteoblasten aus. Gutartige Knochentumoren wachsen langsam-verdrängend und siedeln keine Metastasen ab. Das Enostom ist kein Tumor.
- Osteom, gutartig, fast nur in den Nasennebenhöhlen vorkommend, tritt beim Gardner-Syndrom auf
- Osteoidosteom: gutartig, nicht selten, schmerzhafter kleiner Tumor in der Substantia compacta (Nidus)
- Osteoblastom: ähnlich dem Osteoidosteom, aber größer und oft in Wirbelkörpern
- Osteosarkom: häufigster bösartiger Knochentumor mit äußerst aggressivem Wachstum und früher Metastasierung

## Knorplige Tumoren
- Osteochondrom oder kartilaginäre Exostose, Ekchondrom: häufigster gutartiger Knochentumor
- Chondrom (oder Enchondrom): knorpelig, oft an Händen und Füßen
- Chondroblastom: selten, bei Kindern an den endständigen (epiphysären) Wachstumsfugen von Röhrenknochen
- chondromyxoides Fibrom: seltener semimaligner Tumor
- Chondrosarkom: von Knorpelflächen ausgehend, bösartig

## Bindegewebige Tumoren
Diese primären Tumoren gehen vom Bindegewebe der Knochenmatrix aus. Sie werden als Knochenfibrome bezeichnet. Das Nichtossifizierende Fibrom ist kein Tumor, sondern ein Hamartom.
- Ossifizierndes Knochenfibrom auch Osteofibrom, meist im Kieferknochen
- Desmoplastisches Knochenfibrom, kann überall auftreten und neigt zu Rezidiven, semimaligne
- Knochenfibrosarkom, seltener maligner Tumor, histologisch ist dieser Tumor mit den Weichteilfibrosarkomen identisch

## Histiozytäre Knochentumore
- Benignes fibröses Histiozytom selten, das Histiozytom im Weichteilgewebe ist häufiger
- Malignes fibröses Histiozytom
- Osteoklastom auch als Riesenzelltumor des Knochens bezeichnet, neben dem Chondroblastom einziger primär, epiphysärer, lytischer Knochentumor der langen Röhrenknochen, kann semimaligne sein, drittgradige Osteoklastome sind immer bösartig

## Osteomyelogene Tumoren
Diese vom Knochenmarksraum ausgehende Tumoren entstammen entweder Vorläuferzellen der Plasmazelle oder sind undifferenziert.
- Plasmozytom synonym Morbus Kahler, von Plasmazellen ausgehende Erkrankung mit Befall der Knochen, bösartig
- Ewing-Sarkom: vom Knochenmarksraum ausgehend, nach WHO Definition: PAS positiv ohne Faserbildung, bösartig

## Tumorähnliche Knochenerkrankungen
- Juvenile (solitäre) Knochenzyste: einzelne Höhlenbildung mit Flüssigkeitsansammlung
- Aneurysmatische Knochenzyste: mehrfache Höhlenbildung in Röhrenknochen und platten Knochen wie Becken und Rückenwirbel
- Fibröse Dysplasie oder „Osteofibrosis deformans juvenilis Uehlinger“, „Jaffe-Lichtenstein-Syndrom“